# Hagaberg, Västerås
Hagaberg är en  stadsdel i det administrativa bostadsområdet Eriksborg-Hagaberg-Erikslund i Västerås. Området är ett bostadsområde som ligger norr om Vedbobacken.
I Hagaberg finns villabebyggelse och grönområden. Alldeles intill ligger Vedbobacken som vintertid med snö erbjuder skidspår, både längd- och utförsåkning.
Området avgränsas av Vallbyleden och gränser mot omgivande grönområden.
Området gränsar i öster mot Vallby och i väster till Eriksborg.